# Hasim Rahman
Pour les articles homonymes, voir Rahman (homonymie).
Hasim Rahman est un boxeur américain né le 7 novembre 1972 à Baltimore dans le Maryland.

## Carrière

### Débuts en boxe
Hasim Rahman se met tardivement à la boxe, il passe professionnel le 3 décembre 1994 après seulement 10 combats amateurs, mais un don naturel pour la boxe l'amène à aligner les victoires. Jusqu'en janvier 1997, il remporte 22 victoires consécutives dont 19 avant la limite, incluant des victoires contre Ross Puritty ou l'ancien champion du monde Trevor Berbick.

### Montée dans la hiérarchie
Le 15 juillet 1997, il rencontre Jeff Wooden pour le titre de champion des États-Unis USBA. Compté debout à deux reprises, Rahman l'envoie à terre encore deux fois et remporte le combat. Le premier novembre, il défend cette ceinture et s'empare du titre inter-continental IBF en battant Obed Sullivan par décision majoritaire. Pour défendre ces ceintures, il bat par KO Steve Pannell par KO en 2 rounds le 21 avril 1998.
Le 19 décembre de la même année, il est opposé au redoutable puncheur David Tua. Esquivant et contrant efficacement les crochets de son adversaire, son jab trouve souvent sa cible. Largement en tête sur les cartes des juges après 8 rounds, plusieurs crochets au visage le mettent en difficulté en fin de 9e round, la cloche sonne et un dernier crochet du gauche de Tua le touche plus durement, le laissant dans les cordes, debout mais sonné. Il rejoint son coin mal assuré. La minute de repos ne lui suffit pas à récupérer pleinement, Tua est à l'initiative dans le 10e round et Rahman a perdu de sa mobilité, dans les cordes, esquivant tant bien que mal les crochets de Tua mais en prenant certains, replié sur lui-même, l'arbitre met fin au combat, Rahman le repousse, furieux de cette décision qui signe sa première défaite.
Après de nouvelles victoires, il rencontre Oleg Maskaev le 6 novembre 1999. Maskaev commence fort le combat, mais après plusieurs reprises, il devient moins actif et Rahman prend le pas sur son adversaire. Au 8e round, à l'instar du combat contre Tua, Rahman est mis à mal par des crochets. Acculé dans les cordes, il résiste et s'accroche autant que possible. Plus tard dans le round, un direct du gauche suivi d'un crochet du droit de Maskaev le font sortir du ring. Il y a un moment d'agitation puis un calme relatif revient, Rahman est allongé dans la salle, parlant avec le médecin, il connait sa deuxième défaite.
En 2000, il remporte 3 victoires, notamment contre le sud-africain Corrie Sanders. Dans un combat très engagé, Rahman est envoyé à terre au 3e round par un uppercut. Il se relève, Sanders veut en finir mais Rahman le cueille d'un crochet du droit qui l'envoie à terre à son tour. Dans la 4e reprise, les deux hommes se donnent sans relâche et manquent de s'envoyer à terre simultanément. Seul Sanders y va, bien qu'il se relève immédiatement. Dans le 7e round, une série de coups de Rahman sans réplique de Sanders pousse l'arbitre à arrêter le combat.

### Hasim Rahman contre Lennox Lewis I et II
Après ces victoires, le 22 avril 2001, il a l'occasion de se battre contre le champion du monde poids lourds unifié Lennox Lewis. Après la grande série de victoires de Lewis, Rahman est donné perdant à 20 contre 1. Après 3 rounds prudents, les boxeurs se livrent plus dans le 4e. Dans le 5e round, un large du crochet du droit de Rahman envoie le champion à terre qui ne parvient pas à se relever. À 28 ans, Hasim Rahman devient champion du monde poids lourds WBC et IBF. Cette victoire sera nommée surprise de l'année et KO de l'année par Ring Magazine.
La revanche a lieu le 17 novembre de la même année. Lewis qui affirme que sa défaite lors du premier combat n'était due qu'à un lucky-punch reste favori, mais la côte de 20 contre 1 du premier match s'est rééquilibrée à 5 contre 2. Dans le 4e round, un doublé gauche-droite de Lewis envoie Rahman à terre, qui perd le combat et le titre par KO.

### 2002-2004
Malgré cette défaite, Rahman reste un boxeur en vue et il a l'occasion d'affronter une autre légende de la boxe : Evander Holyfield, en combat éliminatoire pour disputer la ceinture WBA, le 1er juin 2002. Rahman est pour l'occasion redescendu à 101 kilos, son poids le plus bas depuis 1996. Holyfield mène néanmoins la majeure partie du combat que l'arbitre arrête après le 8e round en raison d'une bosse anormalement gonflée sur le visage de Rahman. 
L'année suivante, ce dernier a l'occasion de prendre sa revanche face à David Tua Rahman est cette fois visiblement en surpoids, pesé à 117 kilos, soit le poids le plus élevé de sa carrière. Les juges, partagés, rendent finalement un match nul. Le 12 décembre 2003, il a l'occasion de remporter le titre par intérim de champion du monde WBA. Pour ça, il doit battre John Ruiz mais c'est ce dernier qui l'emporte par décision unanime des juges après 12 rounds. Rahman lors de ses 4 derniers combats a connu 3 défaites et 1 match nul, mais en 2004, il remporte 5 victoires d'affilée.

### Reconquête du titre
Rahman peut remporter à nouveau le titre de champion du monde WBC le 13 août 2005 s'il bat Monte Barrett. Les deux boxeurs sont amis de longue date et le combat ne va pas paraître assez engagé aux yeux du public qui huera les combattants. Rahman va l'emporter par décision unanime des juges. Le titre est tout d'abord considéré par intérim, puis champion à part entière après l'annonce de la retraite de Vitali Klitschko. Il défend son titre en faisant match nul contre James Toney.
Le 12 août 2006, il rencontre une nouvelle fois Oleg Maskaev. Après 11 des 12 reprises, le score des juges est partagé, deux d'entre eux donnant toutefois Maskaev en tête, Rahman doit remporter le dernier round. C'est pourtant lui qui est envoyé à terre en début de 12e reprise, après plusieurs crochets de Maskaev. Rahman se relève, s'accroche, mais dans la dernière minute, dans les cordes, il est touché à plusieurs reprises sans se défendre, l'arbitre arrête le combat. Rahman suit l'arbitre en protestant, mais il est visible qu'il éprouve des difficultés à rester debout.

### Hasim Rahman contre Wladimir Klitschko
Le 14 juin 2007, Rahman remporte la ceinture nord-américaine NABF en battant par décision unanime Taurus Sykes. Il défendra cette ceinture face à Zuri Lawrence qu'il bat par KO technique en 10 rounds malgré deux coupures, après avoir sorti ce dernier du ring à deux reprises ! Il rencontre ensuite James Toney une seconde fois mais le combat tourne court : Un choc de tête entre les deux hommes provoque un important saignement pour Hasim Rahman qui est arrêté par le médecin. D'abord jugé comme une défaite par KO technique, le combat est finalement jugé sans décision car la blessure avait été causée par un choc de tête et non un coup régulier.
Alors que Wladimir Klitschko doit rencontrer en décembre 2008 Aleksandr Povetkin, le challenger numéro 1 IBF, celui-ci se blesse à l'entraînement. Le champion doit trouver un adversaire en urgence et c'est Hasim Rahman qui prend sa place. Il connait un début de combat difficile. Réagissant dans la 4e reprise, il éprouve cependant des difficultés contre le nouveau roi des lourds qui le touche souvent, Rahman n'y parvenant que très rarement. Dans le 6e round, deux crochets gauches de Klitschko l'envoient à terre. Il se relève mais, trop souvent touché sans réplique efficace, l'arbitre met fin au combat au 7e round.

### Années 2010
Rahman ne combat pas en 2009 et fait son retour le 26 mars 2010, encore lesté de plusieurs kilos. En 2010 et 2011, il aligne cependant 5 victoires contre des adversaires de qualité diverse. Le 29 septembre 2012, il rencontre Aleksandr Povetkin pour le titre de champion du monde WBA. Plus jeune, plus en forme et invaincu, en début de 2e reprise, le russe touche Rahman de nombreux crochets. L'arbitre les sépare et le combat reprend mais Rahman touché par un puissant direct de son opposant et l'arbitre arrête le combat, il se retire alors des rings.
Le 4 août 2014, à 41 ans, dans l'espoir de faire son retour dans la catégorie, il participe au tournoi "Super 8", un tournoi où tous les matchs (d'une durée de 3 rounds maximum) à élimination directe se déroulent la même soirée. Partant favori au vu de son palmarès, Rahman est pourtant battu par un inconnu nommé Anthony Nansen.